# Container

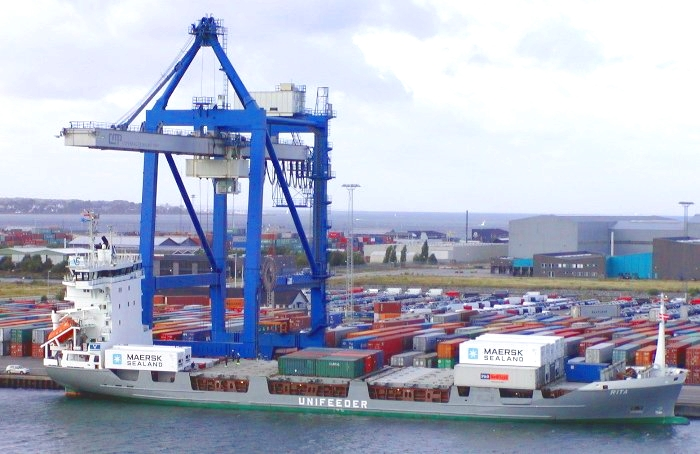
Nave portacontainer nel porto di Copenaghen

Il container (in italiano anche contenitore) è una attrezzatura specifica usata per i trasporti, in special modo del trasporto intermodale. È l'elemento di base del processo di "containerizzazione" dei commerci, sviluppatosi nel secondo dopoguerra.

## Storia
La richiesta di un contenitore multiuso, adatto per essere utilizzato nei vari tipi di trasporto di merci, si è sviluppata nel secondo dopoguerra negli USA per i trasporti verso Porto Rico. L'idea originale si fa abitualmente risalire ad una intuizione avuta nel 1956 da un imprenditore americano nel campo dei trasporti, Malcolm McLean. Si racconta che, mentre McLean sedeva sul suo camion in attesa che la merce fosse portata a bordo della nave, si rese conto che caricare l'intero corpo del camion sulla nave sarebbe stato molto più semplice che stivarne il carico.
La comodità di una attrezzatura che consentiva di caricare le merci e non doverle più movimentare singolarmente sino a destinazione è risultata subito evidente; di conseguenza l'idea di containerizzare ha avuto un impulso notevole nel campo del trasporto marittimo e negli scambi tra America ed Europa fin dagli anni sessanta. Il container offriva diversi vantaggi: minor carico danneggiato o manomesso, migliore gestione logistica e maggiore velocità di imbarco e sbarco.
All'inizio degli anni settanta, furono definiti gli standard del settore. Nello stesso periodo nascevano le cosiddette casse mobili, apparentemente simili ai container, ma con maggiore facilità di scarrabilità dal camion alla ferrovia o sulla nave ro-ro, per l'uso di quattro gambe estraibili incorporate nel telaio, che consentono alle stesse di rimanere da sole sotto le ribalte di carico e scarico nei magazzini; le prime in Italia furono utilizzate per l'intermodalità tra il Nord e la Sicilia.
Oggi in qualsiasi porto è usuale la visione di enormi colonne di container pronte ad essere imbarcate per ogni destinazione nel mondo. Specialmente sulla direttrice di traffico tra Estremo Oriente ed Europa è oggi il modo di trasporto sicuramente più importante.

## Container ISO

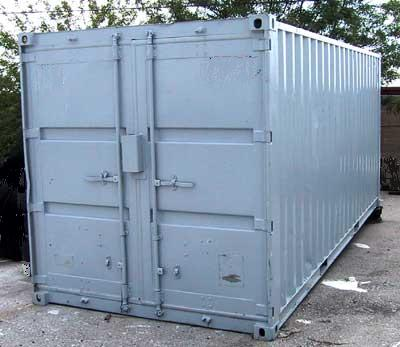
Classico container da 20 piedi

Il più diffuso tra i contenitori è il container ISO (acronimo di International Organization for Standardization); si tratta di un parallelepipedo in metallo le cui misure sono state stabilite in sede internazionale nel 1967. A fronte di una larghezza comune di 8 piedi (244 cm) e una altezza comune di 8 piedi e 6 pollici (259 cm), sono diffusi in due lunghezze standard di 20 e di 40 piedi (610 e 1220 cm).
Ogni container di norma è numerato e registrato con undici caratteri alfanumerici, nella forma: 4 lettere (delle quali le prime 3 corrispondono alla sigla della compagnia proprietaria) e 6 numeri, seguiti da un numero finale di controllo (denominato "check-digit"), che è ottenuto con un apposito algoritmo di calcolo sulle 10 lettere o cifre precedenti, a questo scopo per ogni lettera corrisponde un valore numerico convenzionale.
Dalla standardizzazione dimensionale e quindi volumetrica dei container è nata la consuetudine di valutare la capacità di carico di una nave portacontainer in moduli TEU (acronimo di Twenty-foot Equivalent Unit) (Unità equivalente a 20 piedi).
Sono anche omogenei gli attacchi, (marine twist lock), presenti sugli angoli del contenitore, specifici per il fissaggio sui vari mezzi di trasporto. In questo modo, tramite carrelli elevatori, carriponte, gru a cavaliere e gru sono facilmente trasferibili tra una nave dove possono essere facilmente sovrapposti verticalmente, un vagone o un autocarro. Le caratteristiche di questi attacchi, unita alla robustezza intrinseca del contenitore, ne consentono l'impilazione l'uno sull'altro, migliorando l'utilizzazione dei moli, delle banchine e dei magazzini.
Il container ISO classico presenta le superfici laterali piene e una chiusura posteriore con due battenti facilmente sigillabili per evitare effrazioni. Forse la sua maggiore limitazione consiste nelle misure interne di carico che non consentono il carico affiancato di 2 pallet EUR nel loro lato maggiore.
Più della metà dei container del mondo sono fabbricati in Estremo Oriente, soprattutto in Cina.
Per usi particolari, sono stati predisposti anche dei container ISO cisterna, frigoriferi, open top (con tetto apribile) e container con pareti laterali apribili. I container di norma ISO possono anche essere utilizzati per il trasporto di liquidi, installando un serbatoio flessibile chiamato Flexitank.
Si stima che attualmente nel campo dei trasporti marittimi circa il 90% delle merci cargo sia trasportato attraverso l'uso di circa 200 milioni di TEU all'anno.

## Altri tipi di container

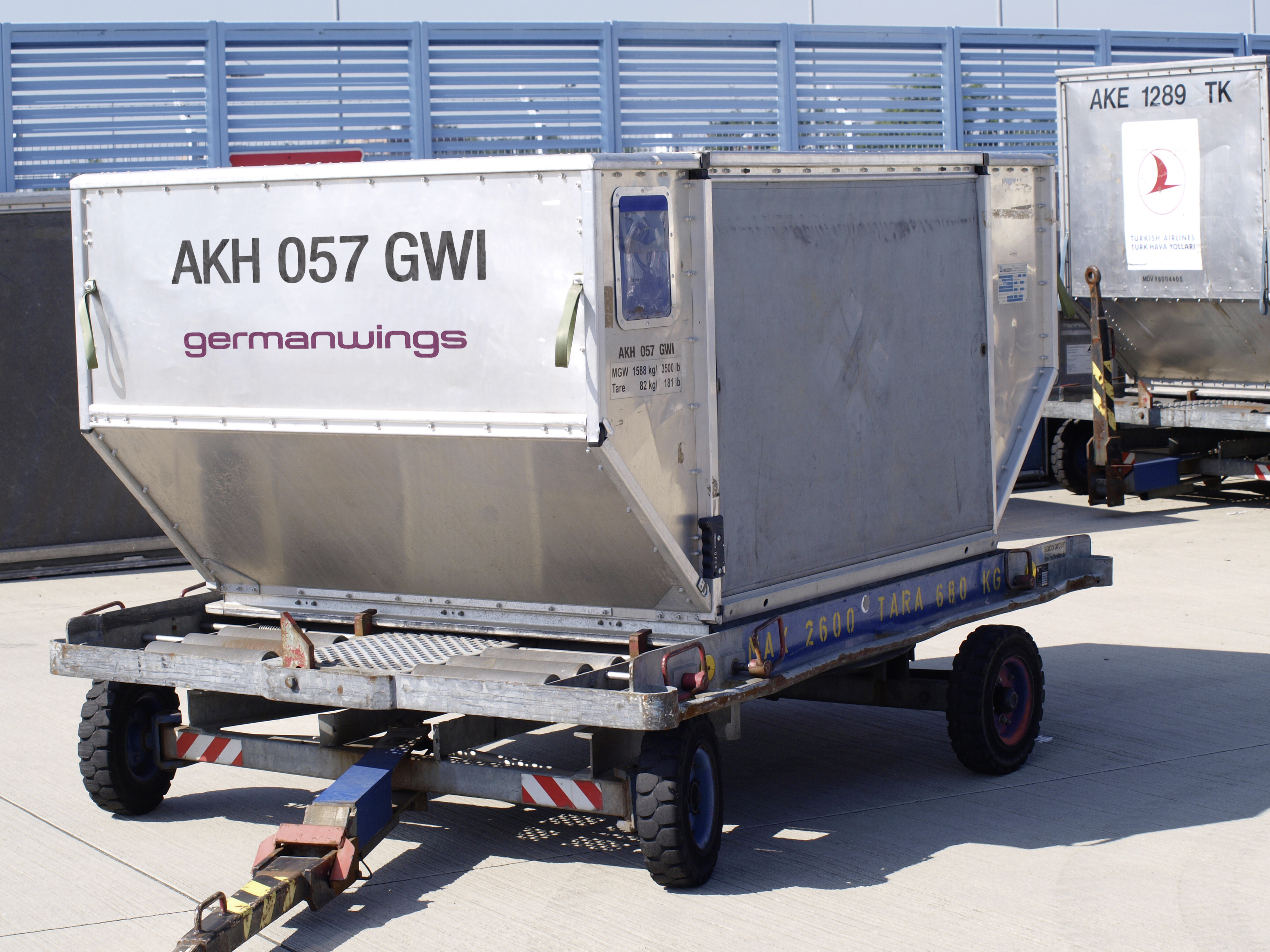
Container aereo

Pur essendo un'idea validissima, la containerizzazione con i classici modelli da 20 e 40 piedi è subito risultata non applicabile in alcuni casi specifici e, di conseguenza, dall'idea originale sono nate alcune varianti specifiche. Una delle limitazioni riguarda le dimensioni, troppo grandi per una stiva aerea; per sopperire al problema sono stati studiati dei container appositi di dimensioni più ridotte.
Nel caso invece del trasporto su strada la ricerca della massima capacità di carico e l'utilizzo precipuo dei pallet da cm 120 × 80 di base (non affiancabili all'interno di un container ISO) ha fatto nascere una soluzione ibrida, quella delle casse mobili, contenitori di solito forniti anche di zampe, con pareti laterali più sottili e pertanto una superficie utile interna maggiore, ma con la possibilità, essendo un accessorio, di non dover essere immatricolati singolarmente.
Un altro utilizzo particolare è quello dei container abitativi; partendo dalle misure standard di un container da 40 piedi si è ricavato un minimo spazio abitativo, utilizzabile ad esempio nei casi di calamità naturali, con la facilità di poter essere spostato velocemente da una località ad un'altra utilizzando gli stessi attacchi standard.
Analogamente esistono anche container attrezzati internamente per essere usati come uffici o ripostigli in cantieri ed installazioni industriali, oppure corredati di macchinari medici per ottenere velocemente degli ospedali da campo.

## Caratteristiche tecniche

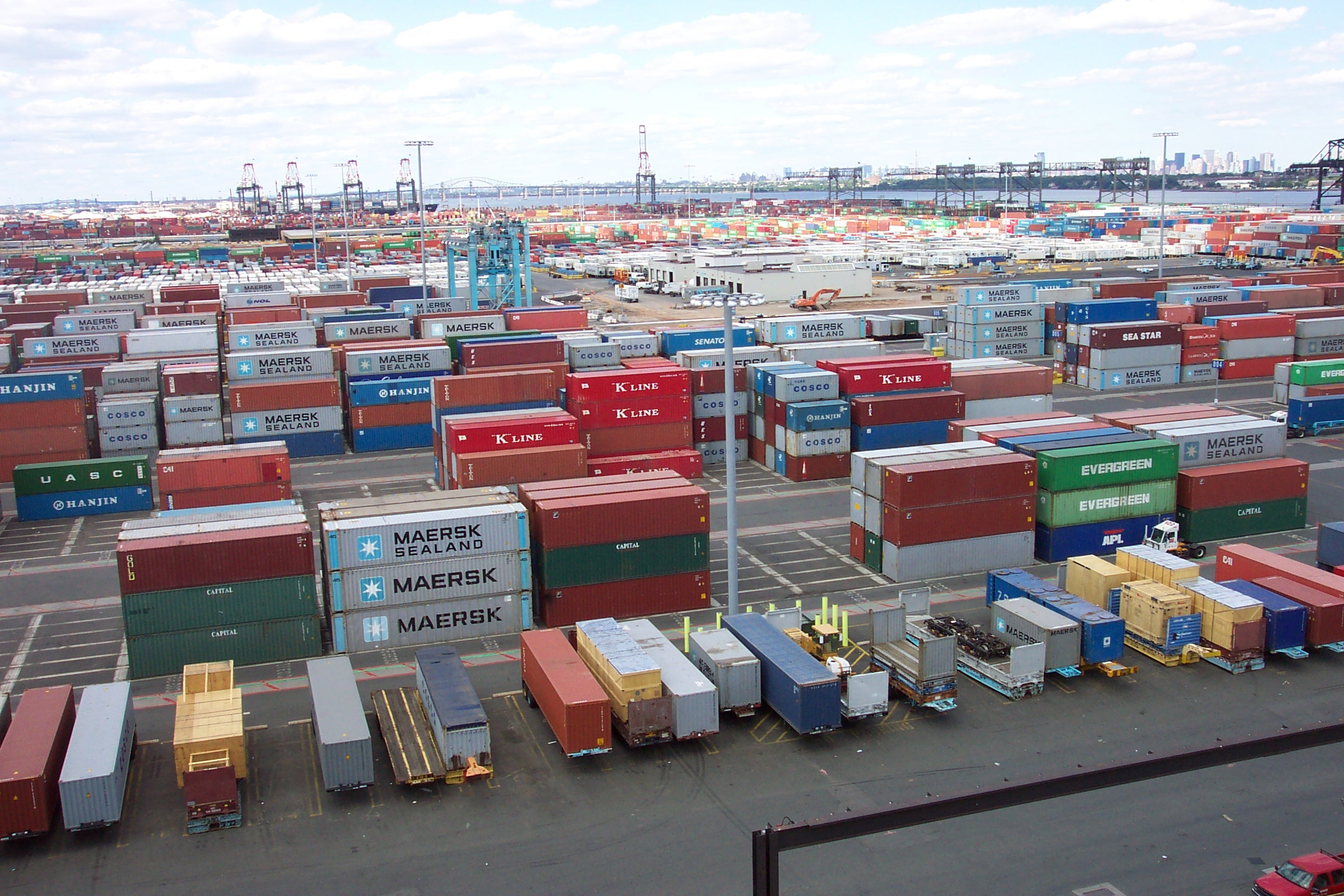
Container sulle banchine in attesa di imbarco

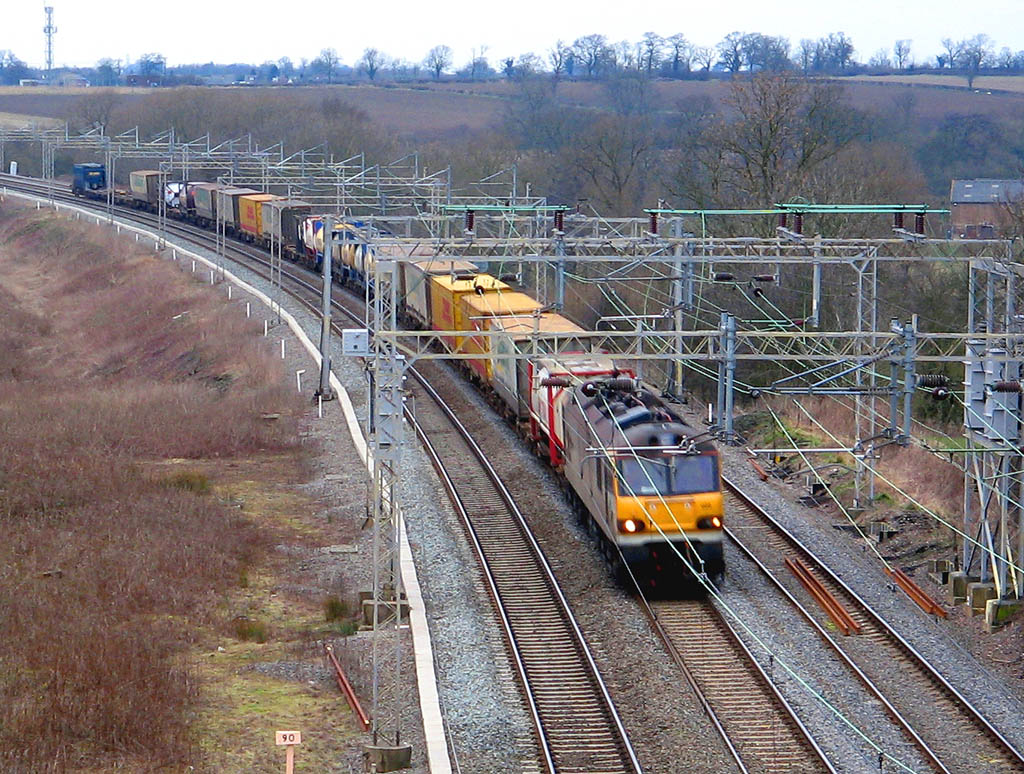
Treno porta container

### Container 20' box

#### Pesi
- Peso a vuoto (tara): 2.050-2.650 kg
- Peso massimo a pieno: 18.270-27.980 kg

#### Misure
- Lunghezza esterna: 6.059 mm
- Lunghezza interna: 5.860 mm
- Larghezza esterna: 2.438 mm
- Larghezza interna: 2.310 mm
- Altezza esterna: 2.591 mm
- Altezza interna: 2.360 mm
- Larghezza apertura posteriore: 2.280 mm
- Altezza apertura posteriore: 2.270 mm
- Volume interno di carico: da 32 a 33,9 m³

### Container 40' box

#### Pesi
- Peso a vuoto (tara): 3.630-3.740 kg
- Peso massimo a pieno: 26.740-36.850 kg

#### Misure
- Lunghezza esterna: 12.192 mm
- Lunghezza interna: 12.010 mm
- Larghezza esterna: 2.438 mm
- Larghezza interna: 2.310 mm
- Altezza esterna: 2.591 mm
- Altezza interna: 2.360 mm
- Larghezza apertura posteriore: 2.280 mm
- Altezza apertura posteriore: 2.270 mm
- Volume interno di carico: da 65,2 a 67,7 m³

### Container 40' high cube

#### Pesi
- Peso a vuoto (tara): 3.800-4.150 kg
- Peso massimo a pieno: 26.580-36.600 kg

#### Misure
- Lunghezza esterna: 12.192 mm
- Lunghezza interna: 12.020 mm
- Larghezza esterna: 2.438 mm
- Larghezza interna: 2.340 mm
- Altezza esterna: 2.896 mm
- Altezza interna: 2.680 mm
- Larghezza apertura posteriore: 2.290 mm
- Altezza apertura posteriore: 2.570 mm
- Volume interno di carico: da 75,7 a 76 m³

### Container 20'reefer(refrigerato)

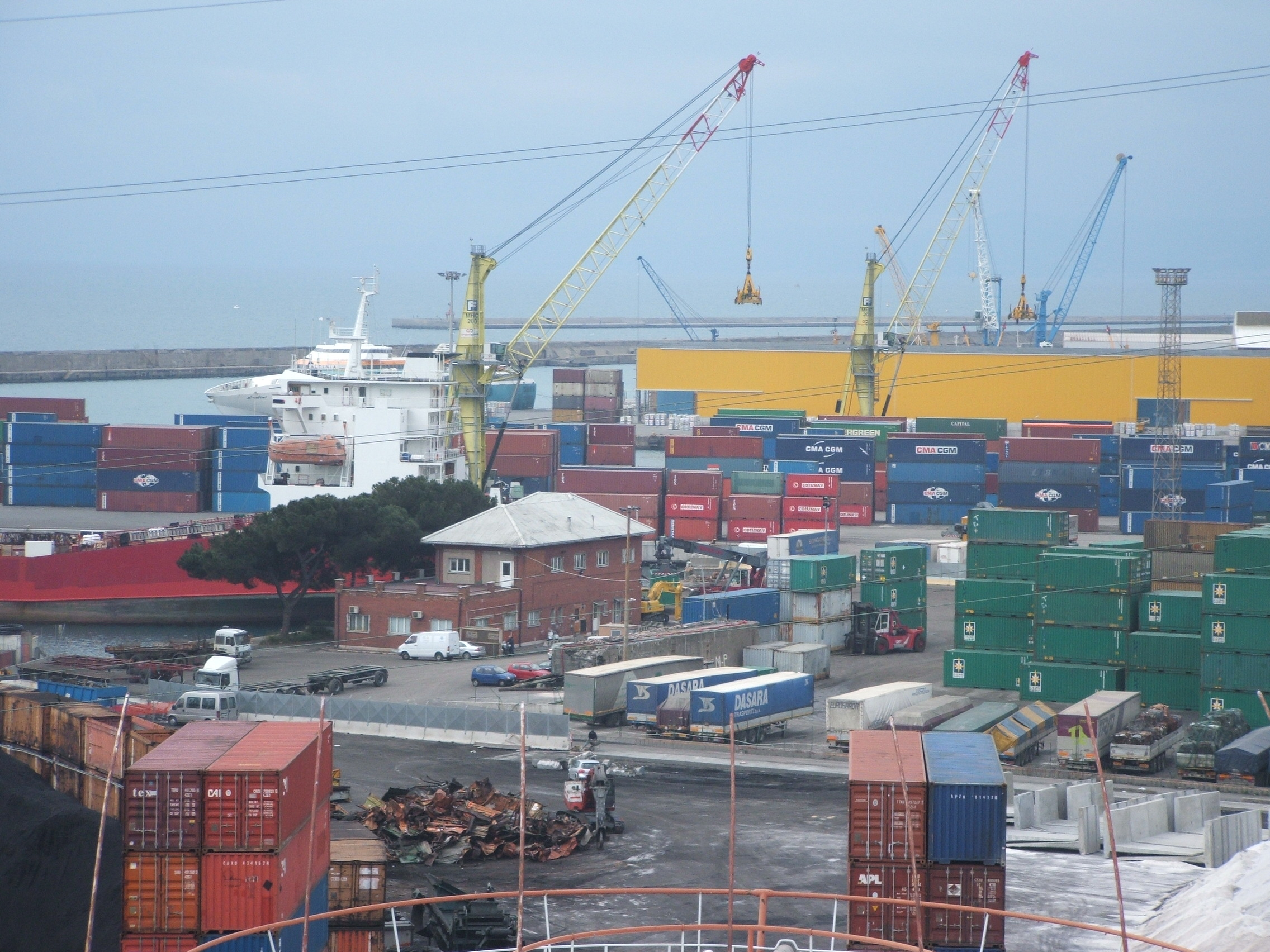
Movimentazione di container al terminal merci varie del porto di Genova

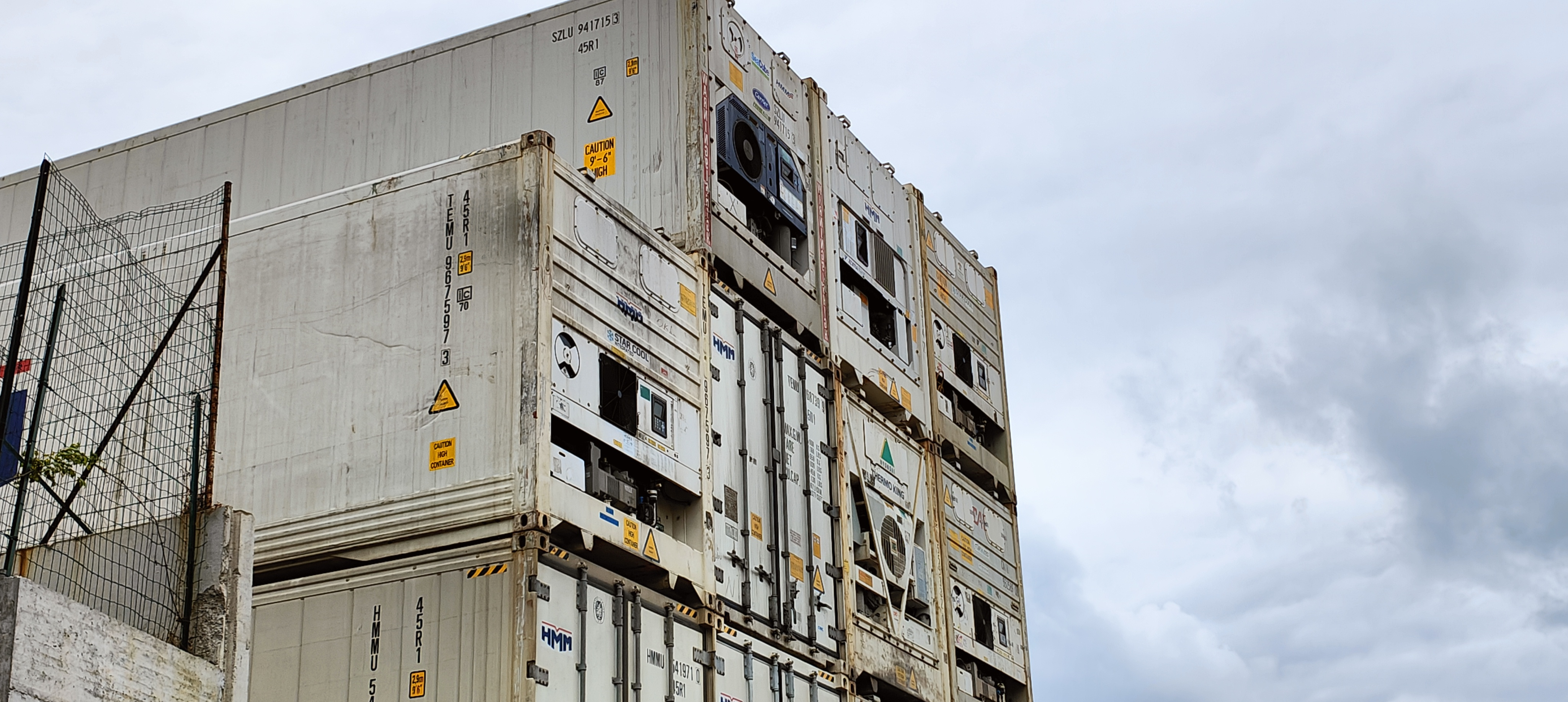
Container muniti di impianto di refrigerazione a Genova-Pra'

#### Pesi
- Peso a vuoto (tara): 2.800-3.150 kg
- Peso massimo a pieno: 17.090-27.280 kg

#### Misure
- Lunghezza esterna: 6.058 mm
- Lunghezza interna: 5.330 mm
- Larghezza esterna: 2.438 mm
- Larghezza interna: 2.220 mm
- Altezza esterna: 2.591 mm
- Altezza interna: fino a 2.260 mm a seconda della coibentazione
- Larghezza apertura posteriore: 2.165 mm
- Altezza apertura posteriore: 2150 mm
- Volume interno di carico: da 26,2 a 28,3 m³
- Temperature d'uso tra i -25/+25 °C

## Le maggiori compagnie di container
| Compagnia                           | Numero di navi | Compagnia                           | Numero di TEU |
| ----------------------------------- | -------------- | ----------------------------------- | ------------- |
| Maersk                              | 387            | Maersk                              | 1 036 582     |
| Mediterranean Shipping Company S.A. | 308            | Mediterranean Shipping Company S.A. | 681 334       |
| CMA-CGM Group                       | 185            | P & O Nedlloyd *                    | 460 203       |
| P & O Nedlloyd *                    | 162            | Evergreen Group                     | 439 538       |
| Evergreen Group                     | 153            | CMA-CGM Group                       | 412 007       |
| COSCO                               | 118            | APL                                 | 315 879       |
| China Shipping C.L. (CSCL)          | 111            | Hanjin                              | 298 173       |
| NYK Line                            | 105            | China Shipping C.L. (CSCL)          | 290 089       |
| APL                                 | 99             | COSCO                               | 289 800       |
| Pacific International Lines         | 97             | NYK Line                            | 281 722       |
| Zim Integrated Shipping Services    | 93             | OOCL                                | 237 318       |
| CSAV Group                          | 83             | CSAV Group                          | 215 992       |

(Fonte dei dati: BRS-Alphaliner)
* Maersk ha acquisito P & O Nedlloyd nella seconda metà del 2005.

## Normativa
A seguito di numerosi incidenti che hanno coinvolto navi adibite al trasporto di contenitori a causa della mancanza di un dato certo relativo al peso degli stessi, il Comitato Sicurezza Marittima (MSC), riunito nella sessione nº 94 dell'Organizzazione Marittima Internazionale (IMO) ha adottato la Risoluzione MSC. 380 (94) del 21/11/2014, che ha apportato nuovi emendamenti alla Convenzione internazionale sulla Salvaguardia della Vita umana in mare (Solas 74), sul tema della determinazione della “massa lorda verificata del contenitore”. Dal 1º luglio 2016 sono entrate in vigore gli emendamenti alla Convenzione internazionale che prevedono, tra l'altro, la pesatura obbligatoria dei container, attraverso l'acquisizione della “massa lorda del container verificata” - VGM (Regola VI/2 - Verified Gross Mass), prima dell'imbarco su navi impiegate in viaggi internazionali.
In Italia il 5 maggio 2016 l'Ammiraglio Vincenzo Melone, Comandante generale del Corpo delle capitanerie di porto - Guardia costiera, emanò il Decreto Dirigenziale n. 447/2016 che, nel dettare le norme tecniche di applicazione dei nuovi emendamenti SOLAS, prevedeva, tra l'altro, un adeguato periodo transitorio finalizzato ad una graduale implementazione dei processi di pesatura, come anche richiesto dalle categorie interessate, relativi agli strumenti di misura utilizzati, automatici o non automatici; il rischio era che all'entrata in vigore della norma, per difficoltà di pesatura, si creasse un blocco logistico della catena dei container in export.
Per la durata del periodo di transizione, ovvero fino al 30 giugno 2017, per determinare la massa lorda verificata del contenitore si poterono utilizzare anche strumenti diversi da quelli regolamentari, purché l'errore massimo non fosse superiore a due volte e mezzo quello previsto per lo stesso tipo di strumenti approvati e che comunque non superi i 500 chilogrammi. Inoltre è stata prevista in sede di controlli e verifiche effettuati dopo la prima pesatura una tolleranza, per ciascun contenitore, pari al 3% della massa lorda verificata.
Nella nota che annuncia il Decreto Dirigenziale del Comando delle Capitaneria sulle procedure relative all'applicazione dell'emendamento al Solas sulla pesatura dei container potrebbe esserci un rilevante errore di definizione. Infatti nella normativa è del vettore/shipper la responsabilità di produrre la certificazione del peso; nel linguaggio del trasporto italiano, lo speditore è chi cede i beni da trasportare, per esempio l'esportatore o il venditore, mentre lo spedizioniere è chi organizza il trasporto e che viene generalmente indicato come forwarder; e proprio quest'ultimo viene richiamato dalla normativa italiana. L'ambiguità della traduzione italiana potrebbe quindi portare a una controversia nell'applicazione della norma nello stabilire chi debba fornire il certificato di pesatura.